# Отряд „Стрела“
„Отряд „Стрела““ (на английски: War Arrow) е американски игрален филм уестърн, излязъл по екраните през 1953 година, режисиран от Джордж Шърман с участието на Морийн О'Хара и Джеф Чандлър в главните роли.

## Сюжет
Кавалерийският майор Хауел Брейди, опасявайки се от бунт на индианците кайова, майор Брейди обучава група семиноли, които се съгласяват да му помогнат да отблъсне атаката. Командирът на форта, полковник Мийд, е човек дълбоко мразещ индианците и считащ доверието на майора към семинолите за безразсъдно. Надеждният и непоколебим Мегро, вождът на семинолите, чиято дъщеря Евис е влюбена в Брейди.

## В ролите
| Актьор           | Роля                        |
| ---------------- | --------------------------- |
| Джеф Чандлър     | Хауел Брейди                |
| Морийн О'Хара    | Елън Коруин                 |
| Джон Макинтайър  | полковник Джаксън Мийд      |
| Хенри Брандън    | Мегро, вождът               |
| Сюзан Бол        | Евис                        |
| Ноа Бийри        | младши сержант Аугуст Уилкс |
| Чарлз Дрейк      | първи сержант Люк Шърмърхом |
| Денис Уивър      | Пино                        |
| Джей Силвърхийлс | Сантанта                    |
| Джим Банън       | капитан Роджър Г. Коруин    |